# 參宿增二十六

参宿增二十六（β Mon/麒麟座β）是一个在麒麟座的三合星系统。以肉眼来看，它是一颗视星等3.91的单一恒星，使它成为麒麟座的最亮星。以望远镜看是三颗浅蓝色的恒星排列成弧线。1781年威廉·赫歇尔发现时称它是“天上最美的景象之一”。这个恒星系统包含三颗Be星，麒麟座βA，麒麟座βB，麒麟座βC。还有一颗光学伴星，很可能实际上并不接近这个系统。

## 特性
麒麟座βA (β Mon A) 是一个Be壳层星，质量大约为太阳的7倍，光度2,700倍太阳。
麒麟座βB (β Mon B) 是一个Be星，质量大约为太阳的6.2倍，光度1,500倍太阳。
麒麟座βC (β Mon C) 是一个Be星，质量大约为太阳的6倍，光度1,250倍太阳。该星在1988年的散斑成像观测到是个双星，但是在后来的红外线观测中未被证实。

## 光學伴星
這個三合星系統有一顆目視伴星：CCDM J06288-0702D，視星等大約12等，與參宿增廿六A相距約25角秒。它與這個三合星系統可能沒有物理上的關係，只是在天球上的位置在它們的旁邊。